# Evangelium Achridanum

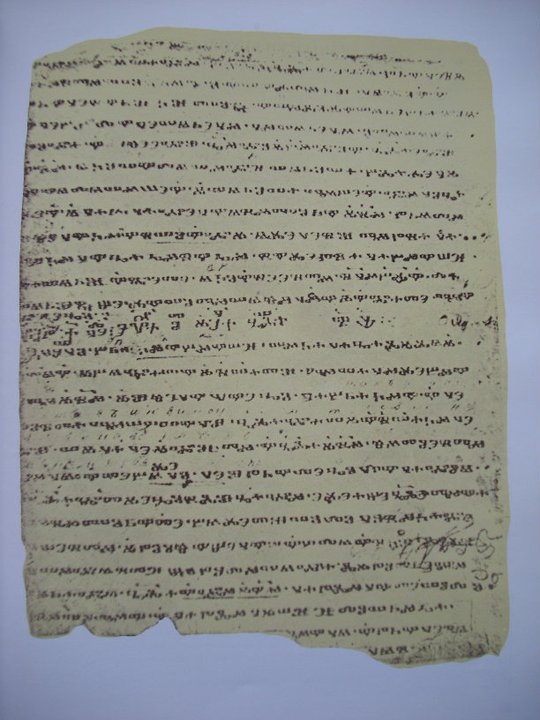
Evangelium Achridanum

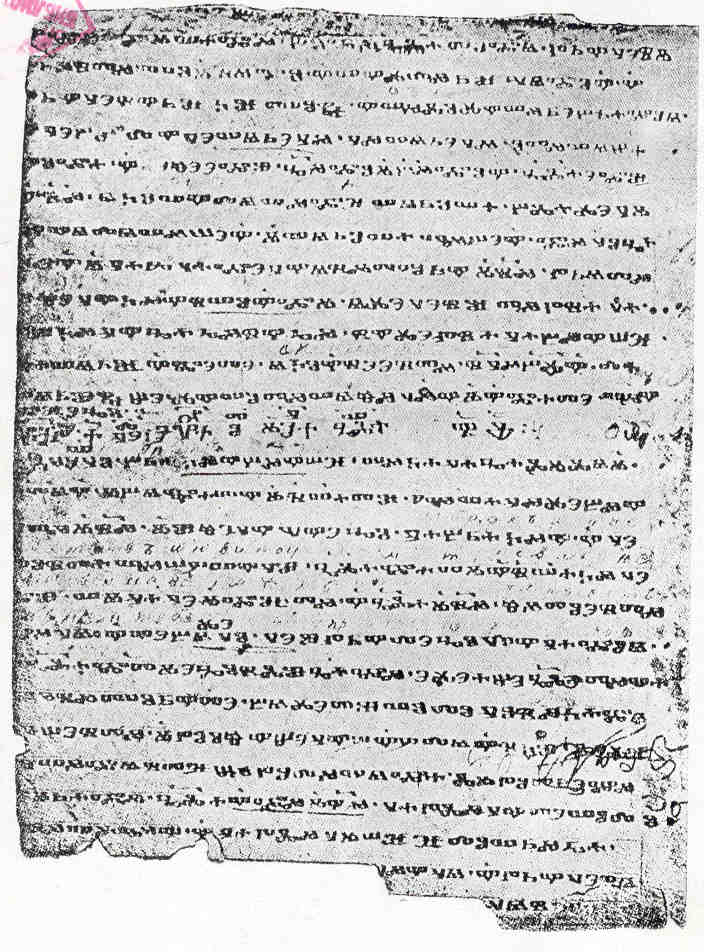
Evangelium Achridanum

Das Evangelium Achridanum ist das Fragment eines Evangelistars in kirchenslawischer Sprache in glagolitischer Schrift aus dem 11. Jahrhundert.
Es sind zwei Pergamentblätter im Format 17 × 20 cm erhalten mit Evangelientexten für die Liturgie in der Großen Fastenzeit vor Ostern (Luk. 24, Joh.). Die deutsche Bezeichnung lautet gewöhnlich „Ohrider glagolitische Blätter“.
Die Blätter wurden 1845 durch den russischen Slawisten Wiktor Grigorowitsch in einem Kloster in Ohrid gefunden.
Heute befinden sie sich in der Nationalen Wissenschaftlichen Bibliothek in Odessa, Signatur Cod. 1/2 (532).

## Ausgaben
- V. Vondrák, Kirchenslawische Chrestomathie, Göttingen 1910, S. 9–10.
- Г.А. Ильинский, Охридские глаголические листки. Отрывок древне-церковно-славянского евангелия XI в., Петроград 1915 (aktuell relevante wissenschaftliche Ausgabe)